# San Pedro Ozumacín
San Pedro Ozumacín är en ort i Mexiko.   Den ligger i kommunen Ayotzintepec och delstaten Oaxaca, i den sydöstra delen av landet, 400 km sydost om huvudstaden Mexico City. San Pedro Ozumacín ligger 398 meter över havet och antalet invånare är 1 783.
Terrängen runt San Pedro Ozumacín är kuperad österut, men västerut är den bergig. Runt San Pedro Ozumacín är det ganska glesbefolkat, med 28 invånare per kvadratkilometer. Närmaste större samhälle är San Juan Bautista Valle Nacional, 13,5 km nordväst om San Pedro Ozumacín. I omgivningarna runt San Pedro Ozumacín växer huvudsakligen savannskog.